# Sarah Sagerer
Helga Sarah Sagerer (* 8. Februar 1996) ist eine österreichische Basketballspielerin. Sie wird als Flügelspielerin eingesetzt.

## Leben
Sagerer ist die Tochter von Georg Sagerer und seiner Frau Adelheid. Sie wuchs in Schörfling am Attersee auf und begann ihre Basketballkarriere beim SK-Kammer im Alter von zwölf Jahren. Ihre ältere Schwester Dagmar, zugleich auch ihr Vorbild, war der Grund für ihr anfängliches Interesse beim Basketball.
Mit 16 Jahren entschied sich Sagerer für ein Austauschjahr an der Olentangy Orange High School im US-Bundesstaat Ohio. Ihre Mannschaft gewann die District Championship und stieß innerhalb des Bundesstaates bis ins Halbfinale vor, in dem man gegen den zweifachen Gewinner Twinsburg High School verlor.
Sie musste aufgrund von Visaregelungen den Staat Ohio während ihr Seniorjahrs verlassen. Dann schloss sich Sagerer The Rock School in Gainesville (Florida) an.
In der Saison 2014/15 wurde Sagerer in das Atlantic Sun All Freshman-Team berufen. An dem Tag, an dem Sagerer erstmals in der Anfangsaufstellung stand, erzielte sie 23 Punkte, 18 Rebounds und 5 Blocks. Sie wurde mit dem Atlantic Sun Newcomer of the Week und Swish Appeal sowie dem Mid-Major co-Performance of the Night ausgezeichnet.
In der folgenden Saison 2015/16 kam die Österreicherin krankheitsbedingt nur langsam in die Gänge. Sie beendete diese Saison jedoch stark und wurde mit einer Aufnahme im Atlantic Sun All-Tournament Team ausgezeichnet.
In der Saison 2016/17 trug Sagerer dazu bei, dass ihre Hochschulmannschaft erstmals die Hauptrundenmeisterschaft in der Geschichte des Damen-Basketballs gewann. Sie wurde zur Verteidigungsspielerin des Jahres gewählt und war Teil des Atlantic Sun First Team All-Conference. Sagerer rangierte als Erste in ihrer Atlantic Sun Conference in den statistischen Kategorien Blocks, Rebounds und Verteidigungsrebounds. Sie zählte auch als Siebte in Blocks zu den besten Spielerinnen in der National Collegiate Athletic Association.
In der Saison 2017/18 musste Sagerer ein Jahr aussetzen, da sie eine Rückenverletzung erlitt. Sie erholte sich vollständig und kam schließlich zurück. Zusätzlich erlangte sie ihren Bachelor-Abschluss in Betriebswirtschaftslehre mit dem Nebenfach Unternehmertum.
In der Saison 2018/19 wurde Sagerer ASUN Preseason Player of the Year und ASUN Defensive Player of the Year. Im Durchschnitt erzielte sie 15 Punkte, 7,8 Rebounds und 2,6 Blocks und spielte 28,1 Minuten pro Spiel. Zusätzlich schloss sie ihre Master-Arbeit im Fach Betriebswirtschaftslehre ab. Sie erhielt einige Auszeichnungen und erhielt Aufnahme in das Challenge in Music City All-Tournament Team sowie in das Hatter Classic All-Tournament Team. Am 8. Januar 2019 erlitt Sagerer einen Kreuzbandriss, welcher zu einem vorzeitigen Saisonende für sie führte.
In der Sommerpause 2019 wurde sie vom italienischen Erstligisten Use Scotti Empoli verpflichtet. Zu Beginn der Saisonvorbereitung kam es zwischen Empoli und Sagerer zur Vertragsauflösung.
In der Saison 2020/21 bestritt Sagerer zwischen Ende September und Mitte November 2020 vier Spiele für CD Zamarat in Spanien. Hernach spielte sie für Energa Torun in Polen. In dieser Saison war sie die Drittbeste bei den Blocks, Elftbeste bei den Rebounds und Zwölftbeste im Punktedurchschnitt in der ersten polnischen Liga. Im Durchschnitt erzielte sie 16,6 Punkte und 7,2 Rebounds.
Ende August 2024 schloss sie sich dem französischen Erstligisten Flammes Carolo Basket an. Während einer einmonatigen Probezeit empfahl sich Sagerer bei dem Verein für einen Vertrag.

## Internationale Bewerbe

### U18
Bei der FIBA-U18-Europameisterschaft Division B führte Sagerer die österreichische Auswahl in den Kategorien Punkte, Rebounds und Blocks an. Im Durchschnitt erzielte sie 13,7 Punkte, 10,4 Rebounds und 3,6 Blocks je Begegnung.

### Basketball im 3-gegen-3
2011 spielte Sagerer für die österreichische U18-Auswahl in der Basketballspielart 3-gegen-3 und nahm an der ersten U18-WM in Italien teil. 2017 war sie Teil des österreichischen 3-gegen-3-Nationalteams, das an der Europe-Cup-Ausscheidungsrunde teilnahm, verpasste aber die Qualifikation, nachdem man gegen Frankreich mit einem Punkt verlor.
2021 spielte Sagerer für die österreichische Nationalmannschaft und versuchte sich, für die Olympischen Sommerspiele in Tokio zu qualifizieren. Die Auswahl verpasste knapp das Viertelfinale trotz Siegen gegen Italien, das im Jahr 2018 Weltmeister war, Schweiz und Taiwan.